# Барафтау
Барафтау — вершина Сабново-Джалганского хребта Большого Кавказа в России (Дагестан, Дербентский район). Высота 208 м.

## Географическое положение
Гора расположена на стыке Предгорного Дагестана и Приморской низменности, к юго-западу от села Чинар и к северо-западу от села Бильгади. Отличается чрезвычайной крутизной склонов.

## Этимология
Происхождение названия неизвестно.

### Геология
Входит в состав Бильгадинской синклинали.

### Климат
Средняя годовая температура +12 °C, января - 0 °C, июля - 24 °C.
Осадков - 300-400 мм в год.

### Почвы
Почвы - луговые карбонатные. Склоны сильно подвержены водной эрозии..
Содержание гумуса в почве среднее..